# Space Propulsion Group
Space Propulsion Group é uma empresa aeroespacial fundada em 1999 pelo Dr. Arif Karabeyoglu, Prof. Brian Cantwell e outros integrantes da Universidade de Stanford para desenvolver combustíveis e motores de foguetes híbridos com alta taxa de regressão de liquefação.
A empresa está trabalhando em conjunto com a NASA para desenvolver os motores para o Peregrine, um foguete de sondagem da NASA. A partir de 2008, o desenvolvimento foi ocorrendo dentro do cronograma (com exceção de um atraso de oito meses para a revisão de segurança depois da explosão em 2007 na Scaled Composites), com o objetivo para o primeiro voo no final de 2009.
Grande parte das pesquisas da empresa é na área de combustíveis sólidos, tais como parafina e Polietileno. A empresa também desenvolveu um novo oxidante, o Nytrox, que consiste em misturas de óxido nitroso e oxigênio.